# Neritina meleagris
Neritina meleagris är en snäckart som först beskrevs av Jean-Baptiste Lamarck 1822.  Neritina meleagris ingår i släktet Neritina och familjen båtsnäckor. Inga underarter finns listade i Catalogue of Life.